# 平野林道
平野林道（ひらのりんどう）は、愛媛県西条市から横峰寺に行くための一般有料道路である。いしづち森林組合が管理・運営する。
また、冬季は全線で通行止となる。

## 通行料金等
出典:
通行料金
- 普通車：1850円
- 軽四乗用車：1450円
- 軽四トラック：750円
- マイクロバス(10人以下)：3700円

- 自動二輪車：400円

※10名以上のマイクロバスは１名増すごとに大人370円、小人190円を加算。
通行時間
24時間いつでも通れるが、気象条件が悪いときは、夜間の利用は禁止される。
駐車場
自動車50台駐車可能。